# ألكساندر نيغرايو
ألكساندر نيغرايو هو سائق سيارات سباق برازيلي.

## وصلات خارجية
- ألكساندر نيغرايو على موقع Racing-Reference.info (الإنجليزية)
- ألكساندر نيغرايو على موقع DriverDB.com (الإنجليزية)

1. ↑  Driver Database (بالإنجليزية), QID:Q19587362